# (10537) 1991 RY16
(10537) 1991 RY16 — астероид главного пояса с уникальным спектром поглощения, который был открыт 15 сентября 1991 года американским астрономом Генри Хольтом в Паломарской обсерватории.
Полосы поглощения в ближней инфракрасной области (1 и 2 μм) позволяют предположить наличие в его составе пироксенов и оливина, отсутствие хондритов, и происхождение астероида от полностью развившегося родительского тела, возможно, полностью эродированного.
Уникальная полоса поглощения в видимой области спектра (0,67 μм) не свойственна ни одному из астероидов и лишь изредка встречается у метеоритов. Она может быть связана с наличием ильменита (FeTiO3), с присутствием хрома в кристаллической решётке пироксена, либо с другими факторами.

Орбита астероида и его положение в Солнечной системе